# Heilig Geist (Balingen)

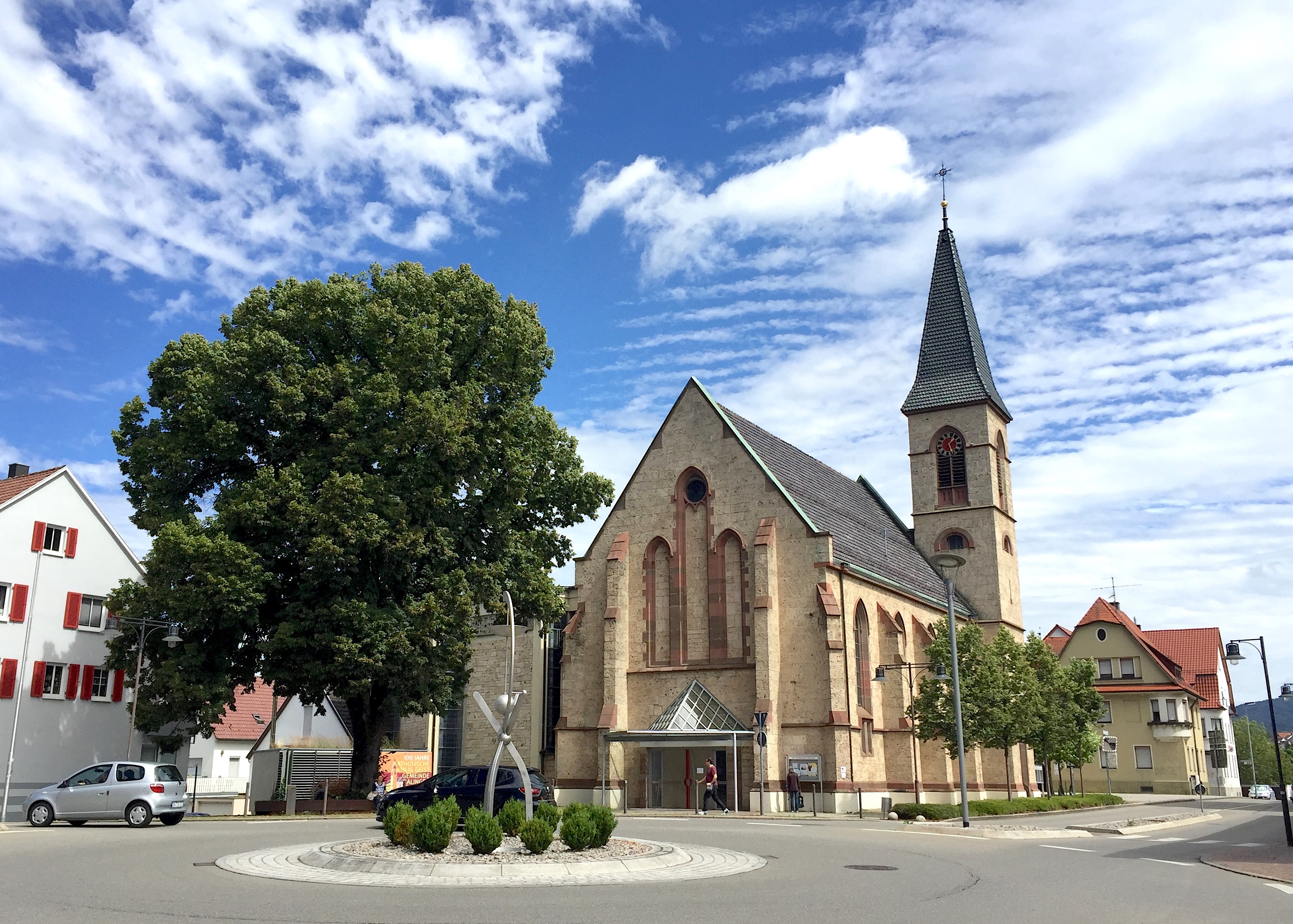
Kirche Heilig Geist in Balingen

Die katholische Pfarrkirche Heilig Geist am Heilig-Geist-Kirchplatz 1 (früher Paulinenstraße 1) in Balingen, der Kreisstadt des Zollernalbkreises in Baden-Württemberg, ist ein geschütztes Kulturdenkmal. Die Kirche gehört zur Kirchengemeinde Heilig Geist im Dekanat Balingen des Bistums Rottenburg-Stuttgart.

## Geschichte
Das Gebäude im Stil der Neugotik wurde 1898/99 nach Plänen des Architekten Ulrich Pohlhammer aus Stuttgart errichtet. Die ursprünglich geostete Kirche bestand aus einem Langhaus mit Satteldach und polygonal geschlossenem Chor sowie einem Chorflankenturm mit steilem Pyramidenhelm.
In den 1950er Jahren wurde das Kirchenschiff nach Norden für einen modernen Erweiterungsbau mit Flachdach geöffnet und mit diesem zu einer räumlichen Einheit zusammengefasst. Die Pläne stammten von dem Architekten Martin Schilling aus Rottenburg am Neckar. Im so entstandenen neuen Innenraum mit um 90 Grad gedrehter Orientierung steht der Altar im Norden. Der alte Chor mit Bleiglasfenstern von August Blepp dient nun als Seitenkapelle. Die neuen Betonglasfenster stammen von Albert Birkle aus Salzburg.
Der Innenraum wurde 1998/99 umgestaltet und mit konzentrischer Bestuhlung und einem neuen Altar versehen.

## Orgel

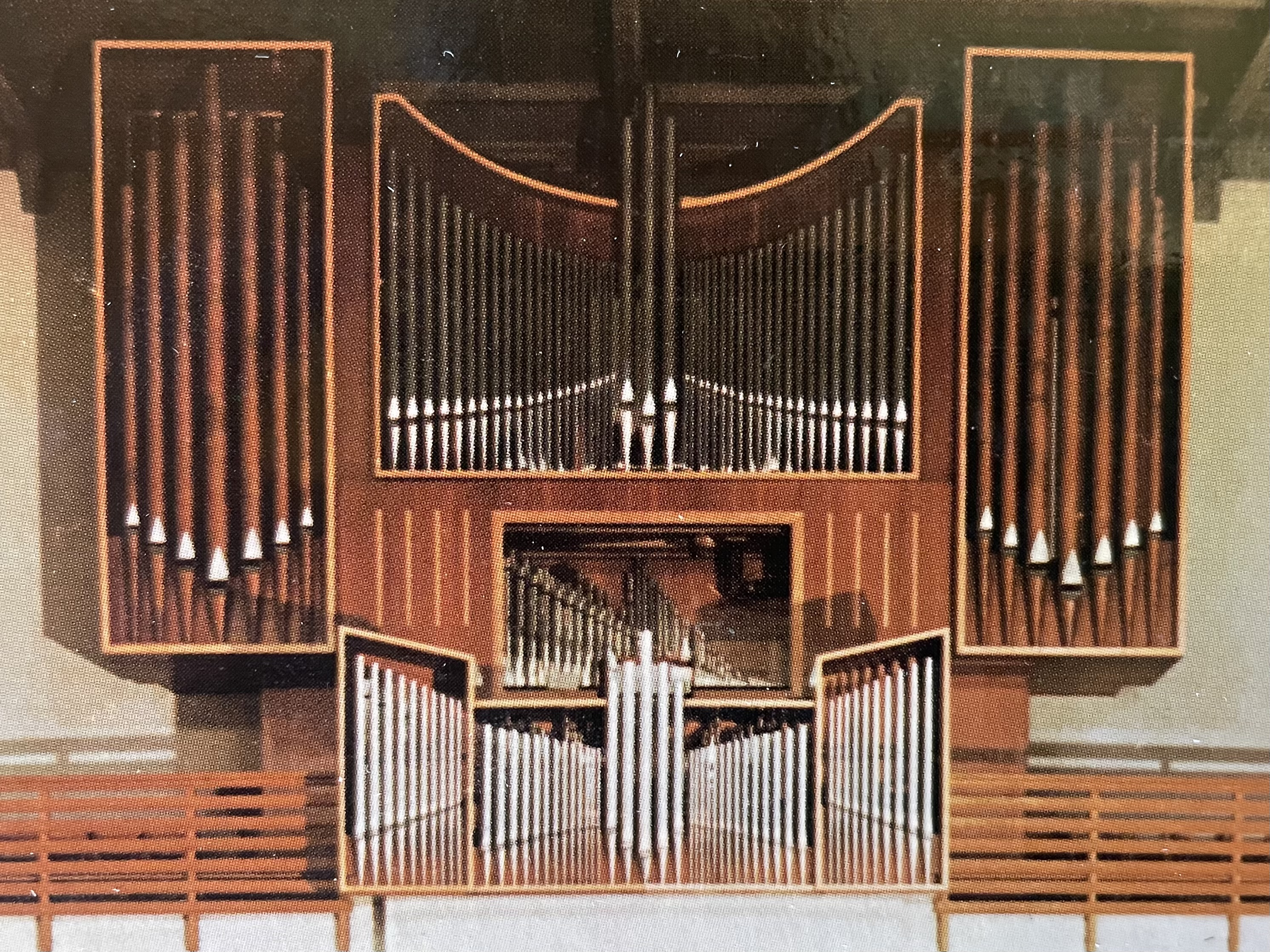
Späth-Orgel

Im Jahr 1967 wurde eine Orgel durch die Firma Gebr. Späth Orgelbau aus Ennetach-Mengen erbaut. Sie hatte 29 Register auf drei Manualen und Pedal. Im Jahr 2001 wurde eine gründliche Ausreinigung durch die Firma Mönch Orgelbau aus Überlingen durchgeführt. Im Laufe der 2010er Jahre stellte sich immer mehr heraus, dass der Zustand der Orgel nicht mehr den Ansprüchen genügte, die die Gemeinde an ein solches Instrument stellte – zu häufig gab es Störungen, zu wenig erfreulich war der Klang. Zur Bauzeit wurden teilweise billige Materialien verwendet und auch teilweise zu wenig Zeit für die erforderliche Sorgfalt beim Bau des Instruments aufgebracht. Das führte zum Wunsch nach einer neuen Orgel, da man nicht annehmen konnte, eine Reparatur bringe ein zufriedenstellendes Ergebnis zu einem akzeptablen Preis. Die alte Orgel konnte nach Polen verkauft werden, sie wurde im August 2020 abgebaut und an den neuen Bestimmungsort Dęblin gebracht.
Die neue Orgel wurde vom Orgelunternehmen Lenter aus Sachsenheim erbaut. Sie verfügt über 29 Register auf zwei Manualen und Pedal und erhielt eine klangliche Ausrichtung im frühromantischen Stil nach Eberhard Friedrich Walcker. Das Instrument wurde im Sommer 2022 fertig gestellt und erklingt seither in Gottesdienst und Konzert.
Disposition:
| I Hauptwerk C–g3 |                |        |
| 1.               | Salicional     | 16′    |
| 2.               | Principal      | 8′     |
| 3.               | Viola di Gamba | 8′     |
| 4.               | Flöte          | 8′     |
| 5.               | Gedeckt        | 8′     |
| 6.               | Dolce          | 8′     |
| 7.               | Quint          | 5 1⁄3′ |
| 8.               | Octav          | 4′     |
| 9.               | Traversflöte   | 4′     |
| 10.              | Quinte         | 2 ⁄3′  |
| 11.              | Octav          | 2′     |
| 12.              | Mixtur 4-5f.   | 2 ⁄3′  |
| 13.              | Trompete       | 8′     |

| II Hinterwerk C–g3 |               |       |
| 14.                | Principal     | 8′    |
| 15.                | Salicional    | 8′    |
| 16.                | Aeoline       | 8′    |
| 17.                | Gedeckt       | 8′    |
| 18.                | Gemshorn      | 4′    |
| 19.                | Flúte d’amour | 4′    |
| 20.                | Flautino      | 2′    |
| 21.                | Cornett 3-4f. | 2 ⁄3′ |
| 22.                | Clarinette    | 8′    |
| 23.                | Physharmonika | 8′    |

| Pedal C–f1 |                |     |
| 24.        | Violonbass     | 16′ |
| 25.        | Subbass        | 16′ |
| 26.        | Octavbass      | 8′  |
| 27.        | Violoncellbass | 8′  |
| 28.        | Flötenbass     | 4′  |
| 29.        | Posaune        | 16′ |